# Triepeolus alvarengai
Triepeolus alvarengai là một loài Hymenoptera trong họ Apidae. Loài này được Moure mô tả khoa học năm 1955.